# قليل البخت (فلم)
قليل البخت فيلم دراما مصري  للمخرج محمد عبد الجواد عام 1952، كتب القصة والحوار زهير بكير الذي شارك في السيناريو مع المخرج. الفيلم من تمثيل شادية وكمال الشناوي وإسماعيل ياسين  وتدور الأحداث حول علاقة عافية تنشأ بين حسين والمطربة بلبلة إلا أن شقيقتها تتدخَّل بينهما وتسعى لإبعاده عنها، وبالفعل تنجح خطتها في ذلك. الفيلم من إنتاج شركة أفلام أمية (زهير بكير وشركاه).
صدر الفيلم إلى دور العرض المصرية في 12 مايو 1952.
منح موقع قاعدة بيانات الأفلام العربية «السينما.كوم» الفيلم درجة 5.8/ 10.
منح موقع قاعدة بيانات الأفلام على الأنترنت (IMDB) الفيلم درجة 4.1/ 10.

## طاقم التمثيل
شادية: في دور بلبلة / هدى
كمال الشناوي: في دور حسين / أحمد
زمردة: في دور إلهام
إسماعيل يس: في دور فالح / عنتر
محمود المليجي: في دور منير (ابن عم حسين)
لطفي الحكيم: في دور عصفور
نعيمة وصفي: في دور زهرة (والدة حسين)
نور الدمرداش: في دور عصام (خطيب هدى)
سناء سميح: في دور دلال 
جمالات زايد: في دور عمة بلبلة
رشاد حامد: في دور زكي
عباس الدالي: في دور عبد الرحمن (والد حسين)
عبد الحميد بدوي: في دور عبد الواحد عم حسين)
حسنة سليمان: في دور الراقصة سمراء
سامية محسن: في دور فكرية
رجاء محمد: في دور زوجة عم حسين
ثريا حسن: في دور الراقصة ثريا
بالاشتراك مع: شفيق جلال – جينا – عبد الغني النجدي – محسن حسنين – لولا عبده – أحمد عامر – علية علي – جوهرة – كهرمانة – فوزية عبد الوهاب – إسماعيل نظمي – جلال.

## أغاني الفيلم
الليلة تمت خطبتى (غناء شادية)
غني يا زينة افرحي يا ستيتة (غناء إسماعيل ياسين)
يا أم الملاية حرير (غناء شادية وشفيق جلال)
آدي اللي كان يا زمان (غناء شادية)
قليل البخت (غناء إسماعيل ياسين)
يا مفرق الأبخات (استعراض غنائي من غناء شادية وإسماعيل ياسين)
ليه بسّ يا بختي (غناء إسماعيل ياسين)
يا عروسة سلامة الله (أغنية سودانية)
كلمات الأغاني: إبراهيم رجب - عزت حماد منصور
الألحان: محمود الشريف - أحمد صدقي - أحمد صبره - إبراهيم حسين، وتم تسجيل الأغاني على أسطوانات شركة فيليبس.

## أحداث الفيلم
يترك حسين (كمال الشناوى) قريته بأسيوط، ويذهب إلى القاهرة لإتمام تعليمه، ويأخذ معه خادمه فالح (إسماعيل ياسين). يقيم الثنائي في فندق ريثما يحصلان على شقة خاصة، ويقضي حسين وقته في أحد الكازينوهات ليستمع للمطربة بلبلة (شادية). يعجب حسين بالمطربة وتنشأ بينهم علاقة عاطفية ثم يقرر أن يتزوجها. يرسل حسين خادمه فالح إلى أسيوط لجلب مبلغ من المال من والده عبد الرحمن (عباس الدالى)، ولكن والده كان قد فقد أمواله وزادت ديونه وفضل عدم إخبار حسين بالكارثة وطلب العون من أخيه عبد الواحد (عبد الحميد بدوي) الذي وافق على إمداد حسين بالمال على اعتبار أنه سيتزوج ابنته سعديه. يعود فالح للقاهرة ويبحث عن حسين في الكازينو ويصطدم بالراقصة ثريا (ثريا حسن) التي تستولي على نقوده. تلتقي بلبله بحبيبها حسين بالفندق حيث تأوي إلى فراشه ويكون عليها الإسراع بإتمام الزواج، ولكن ابنة خالتها إلهام (زمردة) تعلم أن حسين من عائلة ثرية، فتطمع في أخذ مكان بلبلة في قلب حسين. تقوم إلهام بالكيد لبلبلة وتخبر حسين أن بلبلة لها ماضي سيء وسبق لها إجراء عمليات إجهاض عدة مرات ولها محاضر مع شرطة الآداب، وتشترك فكرية (سامية محسن) وهي صديقة إلهام وتقوم بدور طبيبة النساء التي تؤكد رواية إلهام، وصديقها زكي (رشاد حامد) يقوم بدور ضابط شرطة الآداب، ويصدق حسين الخدعة ولا يذهب إلى موعد بلبلة لإتمام عقد الزواج. تقوم إلهام باستضافة حسين في بيتها لتوريطه في الزواج بها. تحاول بلبلة الإنتحار ولكن عصفور (لطفي الحكيم) صاحب الكازينو ينقذها ويعرض عليها الزواج ونسب مولودها إليه. يصطحب عصفور المطربة بلبلة ويرحل بها بعيداً. يضطر حسين للعودة إلى أسيوط بعد موت والده ومعه زوجته إلهام وتخبره والدته زهرة (نعيمة وصفي) أن والده لم يترك سوى الديون، وأن عليه الآن البحث عن عمل. تتناقص فرص حسين في الحصول على عمل لعدم حصوله على شهادة، بينما تشعر إلهام بالهزيمة وتحاول الإيقاع بالشاب منير (محمود المليجي) ابن عم حسين ولكنها تفشل. يحصل حسين على وظيفة بكازينو دلال (سناء سميح) حيث يلتقي بزكي الذي يخبره بما دبرته إلهام ضد بلبلة. يحاول حسين البحث عن بلبلة وتخبره الراقصة ثريا أنها قد ماتت بعد أن تزوجت من عصفور. يعود حسين لأسيوط وتطلب منه إلهام الطلاق ويقوم حسين بخنقها، ويظن أنها ماتت فيسارع بالهرب ومعه فالح إلى السودان وينتحل أسم «أحمد» ويختار لفالح اسم «عنتر». يقوم الثنائي بالتجارة ويصبحون من الأثرياء. تصاب إلهام بلوثة عقلية ويتم إيداعها مستشفى المجانين. يعود الثنائي بعد 14 سنة إلى القاهرة ويفتتح فالح كازينو تغنى فيه هدى (شادية) ابنة عصفور، ويكتشف حسين شدة الشبه بين هدى وبين حبيبته بلبله، ويخبره عصفور انها ابنته، ويظن عصام (نور الدمرداش) خطيب هدى، ان هناك علاقة بين هدى وحسين فيطلق عليه النار ليصيبه في ذراعه، ويخبره عصفور انه والدها ويعفو حسين عن عصام ويعجب بغيرته عليها ويزوجها له.

## روابط خارجية
- مقالات تستعمل روابط فنية بلا صلة مع ويكي بيانات